# Летен театър (Варна)
Летният театър във Варна е разположен в централната част на Морската градина на града.

## История
Налице са свидетелства за работещ летен театър при морската градина още през 1919 г., когато в пресата се съобщава за незаинтересоваността на гражданите към организираната от Общината благотворителна дневна забава за събиране на средства за сираците от войната. 
В днешния му вид, летния театър е построен през 60-те години на ХХ век и предлага 2341 седящи места. Сцената му е с площ 250 м.кв. и е декорирана от естествена растителност. В театъра се провеждат традиционни фестивали и концерти, както и спектакли, опери, театрални представления и други културни събития.